# Быково (Брянская область)
Быково — деревня в Дубровском районе Брянской области, в составе Сергеевского сельского поселения.
Расположена в 6 км к северо-востоку от деревни Афонино, на левом берегу реки Усы, у границы со Смоленской областью. Постоянное население с 2005 года отсутствует.
Упоминается с XVIII века (первоначальное название — Быкова Слобода, также называлась Фоминичи), входила в Брянский уезд; с 1776 до 1929 года в Рославльском уезде (с 1861 — в составе Сергиевской волости, с 1922 в Епишевской, с 1924 в Сещенской волости); с 1929 в Дубровском районе. С конца XIX века действовала частная школа.
До 1959 деревня Быково входила в Трояновский сельсовет.